# Joodse begraafplaats (Schoonhoven)
De Joodse begraafplaats te Schoonhoven is gelegen aan de Nes van de Nederlandse plaats Schoonhoven. De begraafplaats werd in 1767 gesticht door Elias Kas. Hij was afkomstig uit het bisdom Worms in Duitsland en werd in 1747 benoemd tot poorter van de stad. Kas begon een huissynagoge en naast zijn woning aan de Nes werd een stuk grond voor een begraafplaats aangekocht.
De laatste begrafenis op de begraafplaats was die in 1964 van mevrouw Bertha van Klaveren.
Van 27 tot en met 31 januari 2020 was op de begraafplaats tijdelijk het lichtmonument Levenslicht te zien.